# Richard Dysart
Richard Allen Dysart (n. 30 martie 1929, Augusta, Maine, SUA – d. 5 aprilie 2015, Santa Monica, California, SUA) a fost un actor american.

## Filmografie
- Dragoste cu un străin (Love with the Proper Stranger, 1963) - Contabil (nemenționat)
- Petulia (1968) -   Recepționer la motel
- The Lost Man (1969) - Barnes
- The Sporting Club (1971) - Spengler
- The Hospital (1971) - Dr. Welbeck
- All In The Family (1972) - Russ DeKuyper
- The Autobiography of Miss Jane Pittman (1974, film TV) - Master Bryant
- Omul terminal (The Terminal Man, 1974) - Dr. John Ellis
- The Crazy World of Julius Vrooder (1974) - Father
- The Day of the Locust (1975) - Claude Estee
- The Hindenburg (1975) - Căpitanul Ernst Lehman
- It Happened One Christmas (1977, film TV) - Peter Bailey
- An Enemy of the People (1978) - Aslaksen
- Prophecy (1979) - Isely
- Meteor (1979) - Ministrul Apărării
- Un grădinar face carieră (Being There, 1979) - Dr. Robert Allenby
- Churchill and the Generals (1979, film TV) - Dwight D. Eisenhower
- Chinul doctorului Mudd (1981, film TV) - Edwin Stanton
- Bitter Harvest (1981) - Dr. Morton Freeman
- Creatura (The Thing, 1982) - Dr. Copper
- The Falcon and the Snowman (1985) - Dr. Lee
- Masca (Mask, 1985) - Abe
- Malice in Wonderland (1985, film TV) - Louis B. Mayer
- Călărețul palid (Pale Rider, 1985) - Coy LaHood
- Warning Sign (1985) - Dr. Nielsen
- Blood & Orchids (1986, film TV) - Harvey Koster
- Castle in the Sky (1986) - Uncle Pom (versiunea în engleză, voce)
- Ultimele zile ale lui Patton (The Last Days of Patton, 1986, film TV) - Gen. Dwight D. Eisenhower
- Wall Street (1987) - Cromwell
- Day One (1989, film TV) - Președintele Harry S. Truman
- War and Remembrance (1989, film TV) - Președintele Harry S. Truman
- Înapoi în viitor III (1990) - vânzător de sârmă ghimpată
- Marilyn si Bobby: Ultima ei aventura (1993) - J. Edgar Hoover
- Panther (1995) - J. Edgar Hoover
- Truman (1995, film TV) - Henry L. Stimson
- Todd McFarlane's Spawn (1997) - Cogliostro (voce)
- Jaf în timpul potopului (Hard Rain, 1998) - Henry Sears
- Todd McFarlane's Spawn 2 (1998) - Cogliostro (voce)
- Todd McFarlane's Spawn 3: The Ultimate Battle (1999) - Cogliostro (voce)
- L.A. Law: The Movie (2002, TV Movie) - Leland McKenzie
- Proteus (2004, Documentary) - The Ancient Mariner (voce)